# Polskie Towarzystwo Entomologiczne
Die Polskie Towarzystwo Entomologiczne (PTEnt, deutsch Polnische Entomologische Gesellschaft) ist eine polnische Gesellschaft zur Erforschung von Insekten. Sitz der Gesellschaft ist Posen (Poznań), Präsident ist Paweł Sienkiewicz (2020).

## Geschichte
Die Gesellschaft wurde 1923 als Polski Związek Entomologiczny (PZE, Polnische Entomologische Verbindung) in Lwów (heute Lwiw, Ukraine), gegründet. Die Verbindung war Nachfolger der 1920 gegründete insektenkundlichen Sektion der Kopernikus-Gesellschaft der Naturforscher Lwóws. Erster Präsident war Zygmunt Mokrzecki. Im Jahre ihrer Gründung wurde die PZE Herausgeberin der Polskie Pismo Entomologiczne (Polnischer Insektenkundlicher Brief), die Zeitschrift war aber bereits im Jahr 1922 erstmals erschienen. 1925 schloss sich die insektenkundliche Gesellschaft Poznańs der PZE an.
Mit der Besetzung Polens im Zweiten Weltkrieg wurden polnischen Gesellschaften und damit auch die PZE durch die Besatzer Deutschland und Sowjetunion verboten.
Nach dem Krieg wurde die Gesellschaft 1947 in Breslau (Wrocław) wiederbelebt. Durch die sozialistische Zentralisierung der Wissenschaft und Gründung der Polnischen Akademie der Wissenschaften im Jahr 1951 wurde die PZE sowohl inhaltlich als auch finanziell von ihr abhängig. 1963 wurde der Sitz nach Lublin und vier Jahre später nach Warschau verlegt. 1965 wurde die Vereinigung in Polskie Towarzystwo Entomologiczne umbenannt. Mit der politischen Wende 1989 wurde der Sitz der Gesellschaft nach Breslau verlegt. Zum 75-jährigen Jubiläum der Gesellschaft 1998 wurde der Sitz nach Poznań verlegt.

## Schriften
Die Gesellschaft gibt folgende Zeitschriften heraus:
- Polskie Pismo Entomologiczne (Polnischer Entomologischer Brief) – Quartalsschrift, aktuell in englischer Sprache
- Wiadomości Entomologiczne (Entomologische Neuigkeiten) – Quartalsschrift
- Polish Entomological Monographs (Polnische Entomologische Monografien) – unregelmäßig
- Klucze do oznaczania owadów Polski (Bestimmungsschlüssel polnischer Insekten)

## Vorsitzende
- 1923–1946 Zygmunt Mokrzecki
- 1937–1939 und 1947–1952 Aleksander Kozikowski
- 1953–1966 Konstanty Strawiński
- 1967–1989 Henryk Sandner
- 1989–1995 Andrzej Warchałowski
- 1995–1998 Jarosław Buszko
- 1998–2010 Janusz Nowacki
- 2010–2019 Marek Bunalski
- seit 2019 Paweł Sienkiewicz